# Koen van Huijgevoort
Koen van Huijgevoort (Budel, 8 augustus 1977) is een Nederlands presentator, ondernemer en coach.

## Carrière

### Radio
Na diverse lokale zenders in het zuiden van het land, maakte Van Huijgevoort eind 1999 zijn debuut op de landelijke radio in het opleidingstraject van Radio 3FM. Daar presenteerde hij 7 maanden op woensdagnacht tussen 04:00 en 06:00 uur het programma Pyjama FM.
In 2002 verhuisde Van Huijgevoort naar Curaçao om het Antilliaanse radiostation Dolfijn FM op te zetten.
Na een jaar verhuisde hij terug naar Nederland en werkte in 2003 bij het publieke regionale radiostation Radio M Utrecht als producer voor Coen Swijnenberg, verslaggever en presentator. Ook maakte hij vanaf 17 oktober 2003 behalve op zondagen zes maanden een programma voor het kabelstation Kink FM van 9 tot 12 uur.
Vanaf 2004 presenteerde hij twee jaar de ochtendshow tussen 06:00 en 09:00 uur op het regionale commerciële radiostation Rebecca FM.
In 2006 stapte Van Huijgevoort over naar RTL FM waar hij tussen 16:00 en 19:00 uur de middagshow presenteerde.
Nadat RTL FM haar FM-frequenties verloor aan 100%NL presenteerde hij 1,5 jaar diverse programma's voor Caz!. Dit radiostation verloor eind 2007 haar FM-frequenties en Van Huijgevoort legde zich tussen 2007 en 2009 als ondernemer toe op zijn internetbedrijf.
Van 1 september 2009 tot november 2013 presenteerde Van Huijgevoort de middagshow tussen 16:00 en 19:00 uur op 100% NL.
In november 2013 stapte hij over naar Radio 10, waar hij tot mei 2015 tussen 13:00 en 16:00 uur een programma presenteerde. Sindsdien is Van Huijgevoort niet meer te horen op de radio.

### Ondernemen
In 2011 bracht hij de DVD-box Masters of the Airwaves uit waarin hij radio-dj's Coen Swijnenberg, Giel Beelen, Dennis Ruyer, Domien Verschuuren, Mark Labrand en Jeroen van Inkel interviewt over het radiovak.
In 2005 startte Van Huijgevoort, naast zijn radiobaan, Fotopuzzelshop.nl, een webshop voor gepersonaliseerde fotopuzzels. Dit bedrijf werd in 2015 verkocht aan het Slovaakse puzzelbedrijf Venus Puzzle.
Vanaf mei 2015 richtte hij zich fulltime op Audiobook Factory, een commercieel luisterboekproductiebedrijf. Opdrachtgevers zijn uitgeverijen die ook het betreffende leesboek uitgeven. Boeken van auteurs als Lucinda Riley, Malcolm Gladwell, en Stephen Covey werden geproduceerd als luisterboek. Dit bedrijf werd in 2021 verkocht.
Sinds 2017 is Van Huijgevoort actief als producent en publisher in luisterboekuitgeverij Bookora.